# Tino Tabak
Tino Tabak (Enschede, 6 mei 1946) is een voormalig Nederlands wielrenner die op jonge leeftijd emigreerde naar Nieuw-Zeeland. 
De belangrijkste overwinning in zijn wielercarrière was het Nederlands Kampioenschap op de weg bij de profs in 1972. Verder werd hij in datzelfde jaar 18e in de Ronde van Frankrijk en behaalde hij een 8e plaats in de Amstel Gold Race van 1974. RTV Noord-Holland maakte in 2010 een documentaire over Tabak. 

## Overwinningen en ereplaatsen
1965
- Ronde van Southland

1966
- Ronde van Southland

1967
- Ronde van Southland

1970
- 1e in GP de Belgique
- 1e in de Ronde van Noord-Holland

1972
- Nederlands kampioen op de weg, profs
- 1e in Acht van Chaam
- 1e Omloop der Vlaamse Ardennen
- 1e in GP de Cannes

1973
- 3e in Kuurne-Brussel-Kuurne
- 1e in Menton)

1974
- 1e Omloop van het Waasland
- 1e Ronde van Midden-Zeeland

1975
- 1e Acht van Chaam
- 1e Wateringse wielerdag
- 2e in Dwars door België
- 2e in Kuurne-Brussel-Kuurne

## Resultaten in voornaamste wedstrijden
| Jaar | Ronde van Italië | Ronde van Frankrijk | Ronde van Spanje |
| ---- | ---------------- | ------------------- | ---------------- |
| 1971 |                  | opgave              | 37e              |
| 1972 |                  | 18e                 |                  |
| 1973 |                  | opgave              |                  |
| 1974 |                  |                     |                  |
| 1975 |                  |                     |                  |
| 1976 |                  | uitgesloten         |                  |
| 1977 |                  |                     |                  |
| 1978 |                  |                     |                  |

| Jaar | Milaan-San Remo | Gent-Wevelgem | Ronde van Vlaanderen | Parijs-Roubaix | Amstel Gold Race | Luik-Bast.‑Luik | Kuurne-Brussel-Kuurne |  | WK op de weg |
| ---- | --------------- | ------------- | -------------------- | -------------- | ---------------- | --------------- | --------------------- |  | ------------ |
| 1971 |                 | 48e           |                      |                | 45e              | 27e             |                       |  |              |
| 1972 |                 | 21e           | 73e                  |                |                  | 22e             |                       |  |              |
| 1973 |                 |               |                      | 27e            |                  |                 | Brons                 |  |              |
| 1974 |                 | 16e           | 18e                  |                | 8e               |                 |                       |  | 14e          |
| 1975 |                 | 11e           |                      | 18e            |                  |                 | Zilver                |  |              |
| 1976 | 72e             |               |                      |                |                  |                 |                       |  |              |
| 1977 |                 |               |                      |                | 45e              |                 |                       |  |              |
| 1978 |                 |               | 35e                  |                |                  |                 |                       |  |              |